# Vokhra
La Vokhra (en russe : Вохра) est l’abréviation de Vooroujonnaïa Okhrana, «garde armée». Il s’agit du corps militaire affecté à la garde des détenus du goulag soviétique.

## Description
La Vokhra était un service du NKVD, chargé de l’encadrement et de la garde des détenus envoyés dans les camps pénitenciers du goulag. De recrutement divers, ancien soldat ou sergent de l’Armée rouge, jeunes appelés ou attirés par les primes plus importantes (par exemple dans la Kolyma, les primes sont multipliées par trois) et les avantages matériels (hébergement fournis), ils forment l’encadrement des camps, sans pour autant bénéficier d’une formation spécifique. Les fonctions subalternes étaient confiées à certains détenus.
La Vokhra a compté jusqu’à 234 109 gardes en 1953, au maximum de l’extension du système concentrationnaire du goulag qui comportait alors près de deux millions de détenus. Elle comportait différents corps de métier, soldat, maître-chien, tireur ou surveillante femme.
La violence envers les détenus était omniprésente. Les récits des anciens détenus (Alexandre Soljenitsyne, Evguénia Guinzbourg ou Varlam Chalamov) illustrent les innombrables abus commis par les gardiens. Chalamov évoque ainsi les «libertés que donne la vie de soldat d’escorte, à ses particularités où le soldat est entièrement maître du sort des détenus». Néanmoins, ils peuvent également en être victime, soit de la part des détenus membres de la pègre, soit à l’occasion d’une des purges durant la Grande terreur stalinienne.